# Municipio de Homestead (Dakota del Norte)
El municipio de Homestead (en inglés: Homestead Township) es un municipio ubicado en el condado de Richland en el estado estadounidense de Dakota del Norte. En el año 2010 tenía una población de 90 habitantes y una densidad poblacional de 0,96 personas por km².

## Geografía
El municipio de Homestead se encuentra ubicado en las coordenadas 46°19′33″N 97°5′33″O / 46.32583, -97.09250. Según la Oficina del Censo de los Estados Unidos, el municipio tiene una superficie total de 93.41 km², de la cual 93,41 km² corresponden a tierra firme y (0 %) 0 km² es agua.

## Demografía
Según el censo de 2010, había 90 personas residiendo en el municipio de Homestead. La densidad de población era de 0,96 hab./km². De los 90 habitantes, el municipio de Homestead estaba compuesto por el 96,67 % blancos, el 2,22 % eran amerindios y el 1,11 % eran de una mezcla de razas. Del total de la población el 0 % eran hispanos o latinos de cualquier raza.